# 自然魔法萬年曆
自然魔法萬年曆 (拉丁語：Calendarium Naturale Magicum Perpetuum)，或永恆之自然魔法曆，是文藝復興晚期 (大約1619-1620年) 出版的一部兼具魔法書和刻版日曆的祕儀主義印刷作品，其拉丁文全稱是Magnum Grimorium sive Calendarium Naturale Magicum Perpetuum Profundissimam Rerum Secretissimarum Contemplationem Totiusque Philosophiae Cognitionem Complectens。這部日曆包含三頁，四英呎長，兩英呎寬，其中包括一個五字神名的早期例子。
其作者被認為很有可能是約翰·巴蒂斯特·哥洛胥德·馮·艾莎，他於1619年或1620年在法蘭克福出版了這部萬年曆，而其中的一些版刻被認為是出自第谷·布拉赫之手。當其最初在1582年發表時，原本的刻版師被認為是特奧多雷·德·布里。而哥洛胥德在1620年使用的刻版則可能出自馬特烏斯·梅里安 (瑞士刻版師，1593-1650)。這部魔法著作深深影響並提前推動了薔薇十字會在歐洲的盛行。